# Garth Richardson
Garth Richardson (* um 1960), auch bekannt als GGGarth, ist ein kanadischer Musikproduzent.

## Leben
Garth Richardson ist der Sohn des 2011 verstorbenen Musikproduzenten Jack Richardson. Im Alter von 15 Jahren begann Garth, im Studio seines Vaters in Toronto mitzuarbeiten. Er war an den Aufnahmen des 1976 veröffentlichten Albums Night Moves von Bob Seger beteiligt. In den 1980er Jahren war er zunächst vor allem als Toningenieur und Mixer tätig, unter anderem bei Inside the Electric Circus von W.A.S.P. (1986), Raise Your Fist and Yell von Alice Cooper (1987), In the Spirit of Things von Kansas (1988) und Mother’s Milk von den Red Hot Chili Peppers (1989). Sein Durchbruch als eigenständiger Produzent kam 1992, als er das Debütalbum der Band Rage Against the Machine aufnahm.
Zusammen mit Bob Ezrin und Kevin Williams gründete Richardson die Nimbus School of Recording Arts.

## Produzierte Alben
- 1992: Rage Against the Machine – Rage Against the Machine
- 1994: Testament – Low (zusammen mit Michael Wagener)
- 1994: L7 – Hungry For Stink
- 1994: Melvins – Stoner Witch
- 1995: Ugly Kid Joe – Menace to Sobriety
- 1996: The Jesus Lizard – Shot
- 1997: Sick of It All – Built to Last
- 1999: Kittie – Spit
- 2000: Mudvayne – L.D. 50
- 2002: Chevelle – Wonder What's Next
- 2003: From Autumn to Ashes – The Fiction We Live
- 2004: Rise Against – Siren Song of the Counter Culture
- 2005: Still Remains – Of Love and Lunacy
- 2007: Biffy Clyro – Puzzle
- 2009: Skunk Anansie – Smashes & Trashes
- 2011: Biffy Clyro – Only Revolutions
- 2013: Biffy Clyro – Opposites